# Newton Purcell
Newton Purcell är en by i civil parish Newton Purcell with Shelswell, i distriktet Cherwell, i grevskapet Oxfordshire, i England. Byn är belägen 9 km från Bicester. Newton Purcell var en civil parish fram till 1932 när blev den en del av Newton Purcell with Shelswell. Civil parish hade 99 invånare år 1931.